# مارسل لونکل
مارسل لونکل (فرانسوی: Marcel Loncle‎؛ زادهٔ ۵ ژانویهٔ ۱۹۳۶) بازیکن فوتبال اهل فرانسه بود.
از باشگاه‌هایی که در آن بازی کرده‌است می‌توان به باشگاه فوتبال رن و باشگاه فوتبال آنژه اشاره کرد.
وی همچنین در تیم ملی فوتبال فرانسه بازی کرده‌است.